# The First Bite
『The First Bite』（ざ・ふぁーすと・ばいと）は、トライシグナルの1枚目のオリジナルアルバム。2019年1月16日にchunkyBONBONから発売された。
先行シングルとなった「Life Never Stops!」を収録するほか、発売に合わせてYouTubeで「朝焼けみたいだ」のミュージックビデオが公開された。

## 収録曲
1. 朝焼けみたいだ
2. ガールスドントクライ
3. 木木木木木〜ジャングル〜
4. デルタライト(AL VER.)
5. シグナル
6. START over AGAIN
7. Life Never Stops!
8. 夢歩き